# Vykoupení z věznice Shawshank
Vykoupení z věznice Shawshank (originální název The Shawshank Redemption) je americký film z roku 1994 napsaný a režírovaný Frankem Darabontem na motivy novely Stephena Kinga. Hlavními hrdiny filmu jsou Andy Dufresne (hraje ho Tim Robbins) a Ellis „Red“ Redding (Morgan Freeman).
Děj filmu pojednává především o životě Andyho Dufresna ve věznici Shawshank, do níž se dostal po odsouzení za vraždu své manželky a jejího milence.
Vykoupení z věznice Shawshank je podle mnoha anket a žebříčků jeden z nejlepších filmů všech dob. V databázi IMDb je (spolu s Kmotrem) hodnocen jako nejlepší film všech dob, stejně tak v Česko-Slovenské filmové databázi.

## Děj
Film začíná v roce 1947 soudním procesem s Andy Dufresnem (Tim Robbins), který je souzen za vraždu své manželky a jejího milence. Je odsouzen k dvěma doživotním trestům, které si má odpykat v Shawshanku, fiktivní věznici ve státě Maine. Ve vězení se posléze spřátelí s Redem (Morgan Freeman) a dalšími vězni (včetně Brookse Hatlena hraného Jamesem Whitmorem).
Během prvních let ve vězení Andy snáší nespravedlivost a kruté zacházení vězeňských stráží a také opakované znásilňování od jedné skupiny násilnických vězňů. Díky své předvězeňské kariéře bankéře a znalostem v oblasti účetnictví a placení daní upoutá pozornost kapitána dozorců Byrona Hadleyho (Clancy Brown) a později také ředitele věznice Sama Nortona (Bob Gunton). Andymu jeho znalosti přinesou větší svobodu a úlevu od šikanování dozorců, ale také ho zatáhnou do Nortonova nelegálního praní špinavých peněz.
Čas běží dál a život mužů ve vězení s ním. Brooks je nakonec propuštěn z vězení, ale po padesáti letech ve vězení tento starý trestanec zjišťuje, že život na svobodě je pro něj moc složitý, a v dopise svým přátelům ve vězení píše, že je již unaven tím, jak se pořád bojí. „Rozhodl jsem se nezůstat,“ napíše Brooks a poté se oběsí ve svém nuzném pokoji, který získal s pomocí kurátora.
V šedesátých letech dvacátého století nastoupí nový vězeň Tommy (Gil Bellows) a řekne Andymu, že má informaci, která by mohla Andyho osvobodit, nebo přinejmenším obnovit jeho proces. Andy požádá ředitele o pomoc s obnovením procesu, ale ten nechce přijít o jeho finanční služby s nelegálně vydělanými penězi a pošle Andyho na měsíc do samovazby. Pak ředitel nechá Tommyho zabít.
Aniž by to kdokoliv věděl, Andy pracoval dlouhá léta na svém útěku. Každou noc používal své drobné geologické kladívko, aby si prokopal únikový tunel ke svobodě, a jednoho dne konečně utekl z vězení. Po útěku si v bance vyzvedl peníze, které ředitel věznice nelegálně získal, a odjel do mexického města Zihuatanejo. Navíc poslal do místních novin informace o nekalých praktikách ředitele Nortona a vězeňských dozorců. Norton spáchal sebevraždu dříve, než stihl být zatčen.
Red je později podmínečně propuštěn a poslán do domu na půli cesty, stejného, ve kterém bydlel Brooks. Ačkoliv je Red stejně zoufalý jako Brooks, nakonec se rozhodne přijmout nabídku, kterou mu dal Andy ještě ve vězení. Najde na louce schránku s penězi, kterou mu tam nechal Andy, a vydá se za ním do Mexika. Snímek končí setkáním Andyho a Reda na pláži u města Zihuatanejo.

## Obsazení
| Tim Robbins    | Andy Dufresne            |
| Morgan Freeman | Ellis Boyd „Red“ Redding |
| Bob Gunton     | Warden Samuel Norton     |
| William Sadler | Heywood                  |
| Clancy Brown   | kpt. Byron Hadley        |
| Gil Bellows    | Tommy Williams           |
| Mark Rolston   | Bogs Diamond             |
| James Whitmore | Brooks Hatlen            |

## Výroba
Darabont získal práva na film v roce 1987, když Stephena Kinga zaujal krátkou adaptací jeho „The Woman in the Room“ z roku 1983. To byl příklad jednoho z takzvaných dolarových obchodů, které uzavírá Stephen King s nadějnými filmaři. Darabont později natočil další filmy – Zelená míle a Mlha – podle knih Stephena Kinga.
O režii filmu projevil zájem také Rob Reiner, který již dříve převedl Kingovu knihu Tělo do filmu Stůj při mně. Do role Andyho chtěl Reiner obsadit Toma Cruise a Reda měl hrát Harrison Ford. Darabont Reinerovu vizi zvažoval, ale nakonec usoudil, že film je „jeho příležitostí udělat něco skvělého", a rozhodl se ho režírovat sám.
Ačkoli se příběh odehrává v Maine, pro natáčení byla využita věznice v Mansfieldu v Ohiu.

## Ohlas
Po uvedení v kinech si film nevedl příliš dobře. Měl premiéru v podobné době jako Pulp Fiction a ve stejném roce, 1994, vznikl i Forrest Gump. A v této konkurenci nemělo Vykoupení z věznice Shawshank dobré tržby z kin. Film však je jedním z nejznámějších příkladů snímku, který dokázal uspět díky domácím kinům. O jeho kvalitách svědčí i jeho hodnocení na IMDb (9,1/10) či ČSFD (95,3 % a současně nejlépe hodnocený film právě před Forrestem Gumpem).
V roce 1994 byl film nominován v sedmi kategoriích na Oscara (nejlepší film, nejlepší herec v hlavní roli – Morgan Freeman, nejlepší adaptovaný scénář, nejlepší kamera, nejlepší střih, nejlepší původní hudba a nejlepší zvuk). Vzhledem ke konkurenci, kterou představovaly v témže roce vyrobené filmy Forrest Gump a Pulp Fiction, ale cenu v žádné z kategorií nezískal.

## Dabing
- Vladimír Dlouhý – Andy Dufresne
- Antonín Molčík – Red
- Bohuslav Kalva – ředitel Norton
- Jaromír Meduna – kapitán Hadley
- Martin Zounar – Tommy
- Jiří Hálek – Brooks Hatlen
- Miroslav Středa – Heywood
- Marcel Vašinka – Bogs Diamond
- Jiří Klem
- Michaela Kuklová
- Petr Pelzer
- Eva Miláčková
- Roman Hájek
- Karel Urbánek
- Eva Tauchenová
- Jiří Pomeje – titulky